# TSV Oberhaching
O TSV Oberhaching, também conhecido como TSV Tropics Oberhaching, é um clube de basquetebol baseado em Oberhaching, Alemanha que atualmente disputa a 2.Bundesliga ProB, correspondente à terceira divisão do país.

## Histórico de Temporadas
| Temporada | Nível | Liga           | Pos. | Resultado        |
| --------- | ----- | -------------- | ---- | ---------------- |
| 2009-10   | 5     | 2.Regionalliga | 2º   | Promovido        |
| 2010-11   | 4     | Regionalliga   | 10º  |                  |
| 2011-12   | 4     | Regionalliga   | 5º   |                  |
| 2012-13   | 4     | Regionalliga   | 2º   |                  |
| 2013-14   | 4     | Regionalliga   | 3º   |                  |
| 2014–15   | 4     | Regionalliga   | 6º   |                  |
| 2015–16   | 4     | Regionalliga   | 6º   |                  |
| 2016–17   | 4     | Regionalliga   | 8º   |                  |
| 2017-18   | 4     | Regionalliga   | 2º   |                  |
| 2018-19   | 4     | Regionalliga   | 1º   | Promovidocampeão |
| 2019-20   | 3     | ProB           | 11º  |                  |

fonte:eurobasket

## Títulos

### Regionalliga Sudeste
- Campeão (1):2018-19
- Finalista (1): 2012-13, 2017-18

### 2.Regionalliga Sudeste
- Finalista (1): 2009-10